# Pampatherium
Pampatherium is een geslacht van uitgestorven gordeldierachtigen behorend tot de familie Pampatheriidae. Het was een herbivoor die tijdens het Pleistoceen op het Amerikaanse continent leefde. Sommige soorten stierven uit bij de grens tussen Pleistoceen en Holoceen.

## Verspreiding
Pampatherium humboldtii en Pampatherium typum leefden in Zuid-Amerika (voornamelijk Brazilië) tijdens het Pleistoceen, terwijl Pampatherium humboldtii overleefde tot in het Laat-Pleistoceen. Pampatherium mexicanum was de enige Noord-Amerikaanse soort en reikte tot in het noorden van Sonora, Mexico. Het leefde tijdens de Rancholabrean.
Fossielen van Pampatherium zijn gevonden in Argentinië, Bolivia, Uruguay, Brazilië, Venezuela, Costa Rica en Mexico. 

## Beschrijving
Pampatherium was bijna twee meter lang en meer dan tweehonderdvijftig kilogram zwaar en leek op een heel groot gordeldier. Eén soort, Pampatherium humboldtii, woog tot 209,5 kilogram. Pampatheren leken over het algemeen op gordeldieren, vooral in de vorm van de schedel, lange snuit en de aanwezigheid van drie gebieden op het pantser (beweegbare banden, scapulier en bekkenschilden). Een van de kenmerken die hen onderscheiden van gordeldieren zijn hun achterste tanden, die tweelobbig zijn in plaats van pinachtig. Hun endocraniale morfologie is ook vergelijkbaar met glyptodonten.
De osteodermen van Pampatherium hebben weinig versiering, missen een verlaagde marginale band en die van het achterste schild zijn meestal rechthoekig.
Men denkt dat Pampatherium burchten heeft uitgegraven en in deze holen zowel heeft gevochten als is belaagd door Arctotherium angustidens.